# Kroatiens län

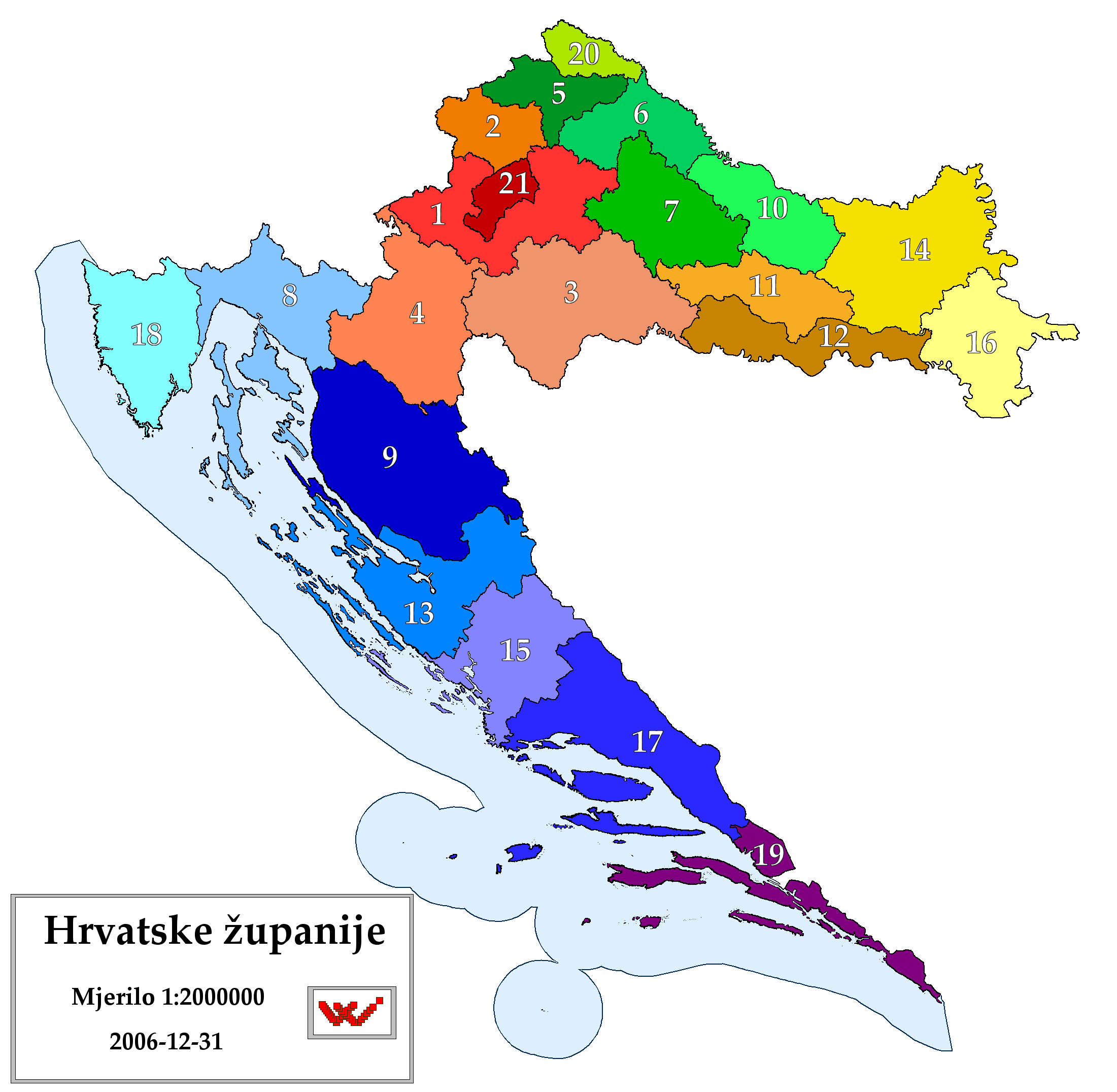
Kroatiens län.

Animering över Kroatiens län

Kroatiens län (kroatiska: Hrvatske županije) är den högsta nivån i Kroatiens administrativa indelning. Landet är indelat i 21 län (eller det som motsvarar län på svenska). Det kroatiska ordet för "län" är županija (pluralis: županije).

## Lista över län
Listan över län, grupperade i historiska och större geografiska regioner:
| Nr                                                | Län                   | Officiellt namn                 |  |
| Centrala Kroatien                                 |                       |                                 |  |
| 1.                                                | Zagreb                | Zagrebačka županija             |  |
| 2.                                                | Krapina-Zagorje       | Krapinsko-zagorska županija     |  |
| 3.                                                | Sisak-Moslavina       | Sisačko-moslavačka županija     |  |
| 4.                                                | Karlovac              | Karlovačka županija             |  |
| 5.                                                | Varaždin              | Varaždinska županija            |  |
| 6.                                                | Koprivnica-Križevci   | Koprivničko-križevačka županija |  |
| 7.                                                | Bjelovar-Bilogora     | Bjelovarsko-bilogorska županija |  |
| 20.                                               | Međimurje             | Međimurska županija             |  |
| 21.                                               | Zagreb stad           | Grad Zagreb                     |  |
| Istrien, norra kustlandet och kroatiska höglandet |                       |                                 |  |
| 8.                                                | Primorje-Gorski kotar | Primorsko-goranska županija     |  |
| 9.                                                | Lika-Senj             | Ličko-senjska županija          |  |
| 18.                                               | Istrien               | Istarska županija               |  |
| Slavonien                                         |                       |                                 |  |
| 10.                                               | Virovitica-Podravina  | Virovitičko-podravska županija  |  |
| 11.                                               | Požega-Slavonien      | Požeško-slavonska županija      |  |
| 12.                                               | Brod-Posavina         | Brodsko-posavska županija       |  |
| 14.                                               | Osijek-Baranja        | Osječko-baranjska županija      |  |
| 16.                                               | Vukovar-Srijem        | Vukovarsko-srijemska županija   |  |
| Dalmatien                                         |                       |                                 |  |
| 13.                                               | Zadar                 | Zadarska županija               |  |
| 15.                                               | Šibenik-Knin          | Šibensko-kninska županija       |  |
| 17.                                               | Split-Dalmatien       | Splitsko-dalmatinska županija   |  |
| 19.                                               | Dubrovnik-Neretva     | Dubrovačko-neretvanska županija |  |